# Kommawespenboktor
De kommawespenboktor of wespenbok (Chlorophorus varius) is een kever die behoort tot de familie van de boktorren (Cerambycidae).

## Beschrijving
De boktor heeft een lengte van 8 tot 14 millimeter en is te herkennen aan de gele kleur met een zwarte bandering. Zoals alle boktorren is het lichaam langwerpig, en de tasters en poten zijn lang en sprieterig. Op het bolle halsschild zit een enkele zwarte dwarsstreep, evenals twee dwarsstrepen op de achterzijde van de dekschilden. Op de voorzijde van de dekschilden zit een hoefijzer-achtige streep met de opening aan de zijkanten. De soortnaam varius verraadt echter de variatie binnen de soort; de kleur kan naar wit neigen en de dwarsbanden zijn soms in het midden onderbroken. De tekening lijkt totaal niet op die van de kleine wespenbok (Clytus arietis), die ongeveer even groot wordt maar een overwegend zwarte kleur, dunne gele bandering en meer rode poten heeft, de kommawespenboktor heeft een meer gele kleur en zwarte poten en antennes.

## Algemeen
De kommawespenboktor komt wel voor in Europa maar niet in Nederland en België, in Duitsland is de kever zeldzaam. De boktor is warmteminnend en wordt vaak zonnend op bloemen aangetroffen waar stuifmeel gegeten wordt.
De larve is polyfaag en leeft van zowel hout van houtachtige planten als in de stengels van kruidachtige planten, de ontwikkeling duurt twee tot drie jaar. De volwassen kevers zijn te zien van mei tot september.